# Estadio de Argentino de Quilmes
El estadio de Argentino de Quilmes no cuenta con un nombre oficial. Es conocido popularmente como el “estadio de la Barranca Quilmeña”, o simplemente "La Barranca", en referencia a su localización. Está ubicado en la ciudad de Quilmes, cabecera del partido homónimo, en la Provincia de Buenos Aires. Fue inaugurado en 1906.

## Historia

### Inauguración platea histórica
El día 10 de abril de 1927 se inauguró la platea principal del estadio y además era techada, siendo la primera del país hecha de cemento y con un techo, se convirtió en patrimonio histórico de Quilmes en el 2016. Como pretexto para la inauguración de dicha platea, se jugó un partido contra San Lorenzo de Almagro que finalizó con la derrota del local por 1 a 0. Al día siguiente, el diario La Nación publicó las siguientes palabras:

INAUGURO AYER SU TRIBUNA EL CLUB ARGENTINO DE QUILMES

Los directores del Club Argentino de Quilmes habían dispuesto habilitar ayer, en ocasión del match con San Lorenzo de Almagro, sus nuevas instalaciones recientemente construidas. En verdad fue grata la sorpresa de la gran cantidad de aficionados que concurrió a su campo de sports, al comprobar el grado de adelanto que ha alcanzado la vieja entidad en las actividades deportivas. Una amplia tribuna de cemento armado se destaca en forma soberbia frente al centro del Field, la que, por su distribución, puede contener a un crecido número de aficionados. En su interior se hallan ubicados los cuartos de baño y vestuarios para los jugadores y el referée. También se ha efectuado una innovación plausible, ya que se han dispuesto departamentos especiales para cada jugador. La cancha ha sido asimismo, totalmente cerrada con un alambrado de 3 metros de altura, para impedir cualquier tentativa de invasión. Con este motivo los directores del club Argentino de Quilmes recibieron expresivas demostraciones de simpatía por la labor que han desarrollado al frente de la Institución y, que se traduce en formas eficaces como la habilitación de las nuevas dependencias.
Periódico La Nación

### El penal más largo del mundo
El 5 de abril de 2003, Atlanta igualaba con Cambaceres 0-0 en Ensenada, faltaban menos de 10 minutos y el juez Alejandro Toia cobró penal para el Bohemio por una mano. Eso desató desmanes en la tribuna local que terminaron por suspender el encuentro.
El encuentro se terminó reanudando un 29 de abril de 2003, 24 días después en cancha de Argentino de Quilmes, que se encontraba parcialmente inundada. El encuentro comenzó, insólitamente, no con un saque del centro de la cancha, sino con un tiro desde el punto del penal.

## Mantenimiento
El estadio está actualmente en remodelación. La obra está a cargo de la firma SHAP S.A., la misma que realizó los estadios de Chacarita, Fénix, Argentinos Juniors, Deportivo Italiano, Tigre, Excursionistas, entre otros.
La tribuna popular de cemento fue inaugurada en el año 2010, reemplazando a la vieja de tablones.
A partir del ascenso del equipo en 2019 hasta la fecha, se están haciendo distintos trabajos complejos y especializados para el mejoramiento y desarrollo del césped del estadio. Por ejemplo, se inició el proceso de aireación en el campo, se colocaron productos para eliminar los tréboles y también fertilizantes.
Además, se instalaron bombas nuevas para bajar las napas del estadio. Un problema que siempre estuvo presente en la Barranca debido a su ubicación.
El día 9 de noviembre de 2021 se comenzó a retirar la estructura de la antigua tribuna popular visitante, debido a que la estructura de la misma no ha recibido su debido mantenimiento durante muchos años, y ante esta situación, la actual comisión directiva del club, después de consultar a vecinos y especialistas, han decidido comenzar con el retiro de los tablones de madera.
Aún se está evaluando el destino de estos.
Se debate entre reciclarlos o venderlos para solventar gastos con el fin de realizar otras obras en el club.
El 24 de septiembre de 2023 finalizó la obra de iluminación, que constaba de la instalación de cuatro torres de luces LED en el estadio, estas quedaran próximas a estrenar en el reducido de la Primera B 2023.

## Sectores

Vista de la platea y del microestadio "Cholo Morguen" detrás del arco.

Popular local.

### Accesos
Los accesos a cada sector del estadio:
- Tribuna popular: Calle Cevallos

- Platea local y cabinas: Calle Cevallos

- Tribuna visitante: Calles Alsina y Morguen

Los medios de transportes son variados, circulan muchas líneas de colectivos cerca del estadio, entre ellas, las líneas: 85, 98, 129, 278, 580, 582, 281, etc.
En tren, viniendo desde Capital, tomar el Roca hasta Quilmes, ya que el estadio se encuentra a aproximadamente a 12 cuadras de la estación, una vez allí, hay una amplia variedad de líneas de colectivos (algunas de las mencionadas anteriormente) para llegar al estadio.
En auto, por la Autopista Buenos Aires - La Plata bajando por Iriarte, llegando hasta Brandsen y doblando por Cevallos.
Yendo desde Cruce Varela, ir por Avenida Calchaquí y doblar hacía 12 de Octubre hasta llegar a las vías dónde la misma cambia de nombre a Olavarría. Ir derecho por la calle Olavarría aproximadamente 15 cuadras, hasta cruzar con la calle Cevallos, doblar en esta y seguir derecho 4 cuadras.